# Gortonia linsleyi
Gortonia linsleyi là một loài bọ cánh cứng trong họ Cerambycidae.